# Szpyli
Szpyli (ukr. Шпилі) – wieś na Ukrainie, w obwodzie kijowskim, w rejonie wyszogrodzkim, w hromadzie Iwanków. W 2001 liczyła 981 mieszkańców, spośród których 954 wskazało jako ojczysty język ukraiński, 25 rosyjski, 1 białoruski, a 1 inny.